# Suur Tõll (Film)
Suur Tõll ist ein sowjetischer Fantasy-Zeichentrick-Kurzfilm von Tallinnfilm aus dem Jahr 1980. Die Regie führte Rein Raamat, von dem auch das Drehbuch stammt. Die Animationen stammen hauptsächlich von Jüri Arrak, daneben wirkten an den Animationen Heiki Ernits, Ain Silbaum und Valter Uusberg mit.
Der Film hatte am 4. Januar 1981 im Kino Oktoober in Tallinn Premiere. Er wurde am selben Tag im estnischen Fernsehen ausgestrahlt.

## Handlung
Der Film basiert auf dem Mythos des Suur Tõll, eines heldenhaften und hilfsbereiten Riesen aus der estnischen Mythologie. Er lebt zusammen mit seiner Frau auf der estnischen Insel Saaremaa, auf der er seine Felder bestellt und den dortigen Menschen zum Beispiel bei Seenot oder mit Nahrung hilft. Suur Tõll liegt zusammen mit getreuen Menschen im Krieg mit einem diabolischen Gegner, dem Vanatühi (auch Vanapagan genannt) und seinen Heerscharen aus der Unterwelt, die mit einer großen Kriegsflotte auf die Insel angelandet sind und sie verheeren. Während Suur Tõll auf dem Schlachtfeld ist, um auf zwei riesigen Wagenrädern voller Krieger in den Armen Verstärkung zu bringen und danach mit den Rädern auf die Gegner einschlägt, tötet Vanatühi seine Frau hinterlistig durch den herbeigeführten Einsturz ihres Hauses. Als Suur Tõll wieder Zuhause ist, findet er sie tot auf und macht sich nach Vanatühi auf die Suche. Er verfolgt ihn, bis er ihn schließlich von einer Klippe drängt, woraufhin Vanatühi ins Meer stürzt und von den Wellen verschluckt wird.
Nachdem Suur Tõll seine Frau beerdigt und um sie getrauert hat, unterstützt er die Menschen wieder gegen die einfallenden Monster-Krieger auf dem Schlachtfeld, indem er mit einem riesigen Wagen auf die Feinde eindrischt. Im Laufe des Kampfes zerbricht der Wagen. Ein Teil stürzt dabei in die ankernde, gegnerische Flotte und versenkt sie. Als er den Rest des anderen Teils des Wagens wieder als Waffe aufheben will, wird er, als er sich danach bückt, vom großen Monster-Anführer mit einem riesigen Schwert enthauptet. Suur Tõll kann jedoch ohne Kopf seinen Schlächter packen und zerquetschen. Als die Monster sehen, dass ihr General gefallen ist, fliehen sie panisch vom Schlachtfeld. Suur Tõll hebt darauf seinen Kopf auf, nimmt ihn in beide Hände und geht ein Stück weit, bis er umfällt, und schließlich wie versteinert seine letzte Ruhestätte findet.

## Wissenswertes
- Im Gegensatz zur volkstümlichen Überlieferung steckt Suur Tõll seinen enthaupteten Kopf nicht auf sein Schwert (welches er im Film auch nicht trägt), sondern nimmt ihn in seine Hände, um sich dann zu seiner letzten Ruhestätte zu begeben.
- Ausschnitte des Films wurden von der Folk-Metalband Metsatöll in ihrem Musikvideo zu dem Song Vaid Vaprust aus deren Album Äio von 2010 verwendet.